# George Ord
George Ord (Filadelfia, 4 marzo 1781 – Filadelfia, 24 gennaio 1866) è stato un ornitologo statunitense.
Nel 1815 divenne membro dell'Accademia di scienze naturali di Philadelphia, e due anni dopo dell'American Philosophical Society. Ha analizzato la classificazione di esemplari di animali commissionatigli da Lewis e Clark, tra cui l'orso grizzly e l'antilocapra.